# Nekrolog 1443
Nekrolog
◄◄
| ◄
| 1439
| 1440
| 1441
| 1442
| 1443 | 1444 | 1445 | 1446 | 1447 | ► | ►►
Weitere Ereignisse | Allgemeiner Nekrolog 1443
Die Beschreibung der verstorbenen Person sollte so kurz wie möglich gehalten sein und nur deren signifikante Tätigkeit(en) enthalten.
Neue Namen ggf. auch unter dem Geburts- und Sterbedatum, also etwa unter 1. Januar und im Geburts- und Sterbejahr (2024) eintragen (nur bei entsprechender großer Wichtigkeit). Für Beispiele siehe die schon vorhandenen Artikel.
Außerdem über die fünf zuletzt Verstorbenen, zu denen es einen ausreichend guten Artikel für eine Präsentation auf der Hauptseite gibt, nach der todesbedingten Überarbeitung der Artikel ggf. auch unter Wikipedia Diskussion:Hauptseite informieren und sie am besten auch in den anderen Wikipedia-Sprachversionen eintragen. Tipp: Regelmäßig bei news.google.de nach „ist tot“, „gestorben“ oder „verstorben“ suchen.
Wenn eine Person gestorben ist, gibt es viele Seiten zu dieser Person in der Wikipedia, die davon auch betroffen sind und entsprechend aktualisiert werden müssen. Beispiele: Namenübersichtsseite, Geburtsjahr, Geburtsort-Seiten und viele mehr.
Wie finde ich die betroffenen Seiten?
Im Suchfeld auf der linken Seite gibt man den Suchbegriff so ein: „Vorname Nachname“. Dann klickt man auf Volltext und alle Seiten mit entsprechendem Suchtext werden aufgerufen. Hier sieht man dann schnell, wo auch das Todesjahr Sinn macht oder sogar ein Teil des Artikels angepasst werden muss. Auch hilft das „Werkzeug“ auf der linken Seite sehr gut, um solche Seiten aufzufinden: „Links auf diese Seite“. Somit ist die Wikipedia wieder aktuell in allen Bereichen! Hinweis: bei Eintragung der Kategorie „Gestorben JAHR“ wird der Missbrauchsfilter 49 ausgelöst, was jedoch nicht schlimm ist. Siehe: Spezial:Missbrauchsfilter/49
Dies ist eine Liste von im Jahr 1443 verstorbenen bekannten Persönlichkeiten. Die Einträge erfolgen innerhalb der einzelnen Daten alphabetisch sortiert. Tiere sind im Nekrolog für Tiere zu finden.

## Januar
| Tag        | Name                 | Beruf, bekannt als        | Alter | Beleg |
| ---------- | -------------------- | ------------------------- | ----- | ----- |
| 11. Januar | Étienne de Vignolles | gasconischer Soldat       |       |       |
| 13. Januar | Johann V.            | Herzog zu Mecklenburg     |       |       |
| 16. Januar | Gattamelata          | italienischer Condottiere |       |       |

## Februar
| Tag         | Name                       | Beruf, bekannt als                                                            | Alter | Beleg |
| ----------- | -------------------------- | ----------------------------------------------------------------------------- | ----- | ----- |
| 3. Februar  | Branda Castiglione         | italienischer Kardinal                                                        | 92    |       |
| 21. Februar | Guidantonio da Montefeltro | Graf von Urbino                                                               |       |       |
| 23. Februar | Eberhard von Stettenberg   | erwählter Bischof von Worms (1426), Domherr in Speyer und Worms, Stiftspropst |       |       |

## März
| Tag      | Name                              | Beruf, bekannt als             | Alter | Beleg |
| -------- | --------------------------------- | ------------------------------ | ----- | ----- |
| 14. März | Johann                            | Pfalzgraf und Herzog in Bayern |       |       |
| 24. März | James Douglas, 7. Earl of Douglas | schottischer Adliger           |       |       |

## Mai
| Tag     | Name              | Beruf, bekannt als                  | Alter | Beleg |
| ------- | ----------------- | ----------------------------------- | ----- | ----- |
| 9. Mai  | Niccolò Albergati | italienischer Kardinal und Diplomat |       |       |
| 30. Mai | Hans Laxmand      | dänischer Erzbischof                |       |       |
| Mai     | Johann II.        | Graf von Nassau-Dillenburg          |       |       |

## Juni
| Tag     | Name                | Beruf, bekannt als                               | Alter | Beleg |
| ------- | ------------------- | ------------------------------------------------ | ----- | ----- |
| 5. Juni | Ferdinand von Avis  | Infant von Portugal, Großmeister des Avis-Ordens | 40    |       |
| 8. Juni | Konrad von Reisberg | Bischof von Seckau                               |       |       |

## Juli
| Tag      | Name          | Beruf, bekannt als       | Alter | Beleg |
| -------- | ------------- | ------------------------ | ----- | ----- |
| 3. Juli  | Eberhard II.  | Adliger                  |       |       |
| 22. Juli | Rudolf Stüssi | Bürgermeister von Zürich |       |       |

## August
| Tag        | Name                  | Beruf, bekannt als                                      | Alter | Beleg |
| ---------- | --------------------- | ------------------------------------------------------- | ----- | ----- |
| 1. August  | Metrophanes II.       | Patriarch von Konstantinopel                            |       |       |
| 14. August | Nikolaus Burgmann     | Domdekan in Speyer, Professor in Heidelberg (1388–1407) |       |       |
| 14. August | Nikodemus della Scala | Fürstbischof von Freising (1422–1443)                   |       |       |
| 16. August | Ashikaga Yoshikatsu   | japanischer Shogun                                      | 9     |       |
| 28. August | Johannes von Ragusa   | kroatischer Dominikaner                                 |       |       |

## September
| Tag           | Name                 | Beruf, bekannt als                                                                     | Alter | Beleg |
| ------------- | -------------------- | -------------------------------------------------------------------------------------- | ----- | ----- |
| 13. September | Jean de la Clite     | französischer Adliger, Herr von Comines                                                |       |       |
| 18. September | Ludwig von Luxemburg | Bischof von Thérouanne und Ely, Erzbischof von Rouen, Kardinal, Kanzler von Frankreich |       |       |

## Oktober
| Tag         | Name          | Beruf, bekannt als              | Alter | Beleg |
| ----------- | ------------- | ------------------------------- | ----- | ----- |
| 14. Oktober | Heinrich Bock | Weihbischof in Speyer, Karmelit |       |       |

## November
| Tag      | Name       | Beruf, bekannt als                    | Alter | Beleg |
| -------- | ---------- | ------------------------------------- | ----- | ----- |
| November | Tvrtko II. | König Bosniens (1404–1409, 1421–1443) |       |       |

## Dezember
| Tag          | Name                    | Beruf, bekannt als                                       | Alter | Beleg |
| ------------ | ----------------------- | -------------------------------------------------------- | ----- | ----- |
| 12. Dezember | Katharina van Naaldwijk | Subpriorin im Kloster Diepenveen                         | 48    |       |
| 17. Dezember | Georg von Stubai        | österreichischer Bischof der römisch-katholischen Kirche |       |       |
| 27. Dezember | Eberhard von Saunsheim  | Ordensgeistlicher, Deutschmeister des Deutschen Ordens   |       |       |

## Datum unbekannt
| Tag | Name           | Beruf, bekannt als                                                   | Alter | Beleg |
| --- | -------------- | -------------------------------------------------------------------- | ----- | ----- |
|     | Friedrich XII. | schwäbischer Hohenzoller                                             |       |       |
|     | Konrad Holzach | Schweizer Kleriker                                                   |       |       |
|     | Konrad Kron    | Bischof von Lebus                                                    |       |       |
|     | Zeami Motokiyo | japanischer Dramatiker, Theoretiker und Schauspieler des Nō-Theaters |       |       |